# Strukturalizacja relacji pracy z podopiecznym
Strukturalizacja relacji pracy z podopiecznym – podczas pracy z podopiecznym stosuje się strukturyzacje pracy, polegającą na ustaleniu częstotliwości i długości trwania spotkań, ogólnego planu dotyczącego czasu trwania pracy nad problemem, wskazanie miejsca spotkań. Przy ustalaniu klient powinien mieć duży wpływ na to gdzie każde kolejne spotkanie się odbędzie.